# Лофгрен, Нилс
Нилс Лофгрен (род. 21 июня 1951, Чикаго, Иллинойс) — американский рок-музыкант, музыкант и мультиинструменталист, автор песен.
Наряду с сольными работами, также известен как член рок-группы Crazy Horse (участие в записи дебютного альбома), участник группы E Street Band Брюса Спрингстина (с 1984 года), участник и основатель/фронтмен группы Grin.
Лофгрен включён, как член группы «Grin», в Зал славы рок-н-ролла (2014). В 2023 году журнал Rolling Stone включил музыканта в список «250 величайших гитаристов всех времён», поместив его на 132 место.

## Биография
Лофгрен родился в Чикаго в 1951 году в семье итальянки и шведа. Когда он был ребенком, семья переехала в Вашингтон, в пригород Бетесда, штат Мэриленд.
Первым инструментом Лофгрена, начиная с пятилетнего возраста, был классический аккордеон, который он серьезно изучал в течение десяти лет. После изучения классической музыки и джаза, уже в юности Лофгрен переключил свой акцент на рок-музыку и сосредоточился на фортепиано и гитаре.
Лофгрен был способным гимнастом в старшей школе. Этот навык он использовал на сцене позже в своей исполнительской карьере, что также отражено в названии его альбома 1985 года, Flip.
К 1968 году Лофгрен сформировал группу «Grin», с басистом Джорджем Дейли (George Daly) (позже его заменил Боб Гордон) и барабанщиком Бобом Берберичем (Bob Berberich), бывшими участниками столичной группы «The Hangmen»; группа играла в залах Вашингтона.
В это время Лофгрен встретил Нила Янга, когда Янг выступал в джорджтаунском клубе «The Cellar Door», и у них началось долгое сотрудничество. Янг пригласил Лофгрена приехать в Калифорнию, и трио «Grin» (Лофгрен, Дейли и Берберих) уехало на западное побережье и несколько месяцев жило в доме, который Нил снимал в Лорел Каньоне.
Лофгрен присоединился к группе Янга в 19 лет, сыграв на фортепиано и гитаре в альбоме After the Gold Rush. Лофгрен поддерживал тесные музыкальные отношения с Янгом, участвуя, среди прочего, в его альбоме Tonight's the Night и в турах.
Он также был постоянным участником аккомпанирующей группы Нила Янга Crazy Horse (1970—1971; 1973; с 2018 — настоящее время), появившись на их первом диске 1971 года и дополнив песнями их репертуар.
в «Grin»
Лофгрен использовал прибыль с альбомов Нила Янга, чтобы заключить в 1971 году контракт на запись «Grin». Дейли покинул группу на раннем этапе, чтобы стать исполнительным директором Columbia Records A&R, и был заменён басистом Бобом Гордоном, который оставался после выпуска четырёх альбомов запоминающегося хард-рока с 1971 по 1974 год, получивших признание критиков, с гитарой Лофгрена в качестве основного инструмента. Сингл «White Lies» широко транслировался по радио Вашингтона. Лофгрен написал большинство песен группы и часто разделял вокальные обязанности с другими участниками группы (в первую очередь барабанщиком Бобом Берберихом). После второго альбома Нильс добавил в качестве ритм-гитариста брата Тома Лофгрена. Однако, «Grin» не сумели добиться успеха и были освобождены их звукозаписывающей компанией.
Сольная карьера
в E Street Band
В 1984 году Лофгрен присоединился к Брюсу Спрингстину и E Street Band в качестве замены Стивена Ван Зандта по гитаре и вокалу, как раз во время большого тура Спрингстина Born in the USA.
После тура он появился в шоу Late Night with David Letterman, чтобы прорекламировать свой сольный альбом 1985 года Flip.
Группа E Street Band снова гастролировала со Спрингстином в 1988 году на турах Tunnel of Love Express and Human Rights Now !.
В 1989 году Спрингстин распустил E Street Band, но Лофгрен и Ван Зандт воссоединились, когда Спрингстин возродил группу в 1999 году для тура Reunion Tour, за которым последовали альбом The Rising и мировое турне с ним в 2002/2003 гг.
Затем для выпуска альбома Magic и его мировое турне в 2007/2008; далее в 2012—2013 гг. для турне Wrecking Ball Tour и
в 2014 году для турне High Hopes Tour.
Также участник, с 1989 года, звёздного ансамбля, собранного Ринго Старром, Ringo Starr & His All-Starr Band, в который входили также Билли Престон, Доктор Джон, Левон Хелм, Джо Уолш, Rick Danko, Clarence Clemons, Джим Келтнер и др.; состав ансамбля постоянно менялся, что стало традицией).

## Музыкальное оборудование
Гитары
Для альбома Colorado (2019) Лофгрен использовал две гитары:
- Gibson Les Paul — золотой топ 1952 года, с Bigsby
- Gretsch Black Falcon

Эффекты
- Barber Burn Unit overdrive
- Strymon Brigadier dBucket Delay
- TC Electronic ND-1 Nova Delay

Усилители
- Fuchs 4 Aces 112 combo

## Дискография

### с группой Grin
- 1971 — Grin (Spindizzy/Epic)
- 1972 — 1+1 (Spindizzy/Epic)
- 1973 — All Out (Spindizzy/Epic)
- 1973 — Gone Crazy (A&M)

### Сольные
- 1975 — Nils Lofgren (Sound City Studios, A&M[уточнить]) US #141
- 1975 — Back It Up!! (Live) (A&M)
- 1976 — Cry Tough (A&M) US #32 UK #8
- 1977 — I Came to Dance (A&M) US #36
- 1977 — Night After Night (Live) (A&M) US #44
- 1979 —Nils (альбом)|Nils (A&M) US #54
- 1981 — Night Fades Away (Backstreet/MCA) US #99
- 1981 — Best of Nils Lofgren (A&M)
- 1982 — A Rhythm Romance (A&M)
- 1983 — Wonderland (Backstreet/MCA) US #206
- 1985 — Flip (CBS) US #150
- 1986 — Code of the Road (Live) (Towerbell/CBS)
- 1991 — Silver Lining (Rykodisc) US #153
- 1992 — Crooked Line (Rykodisc)
- 1993 — Live on the Test (Windsong, UK only)
- 1994 — Every Breath (Crisis) Soundtrack album
- 1995 — Damaged Goods (Pure)
- 1997 — Acoustic Live[англ.] (Vision)
- 2001 — Breakaway Angel (Vision)
- 2002 — Tuff Stuff-The Best of the All-Madden Team Band (Vision)
- 2003 — Nils Lofgren Band Live (Vision)
- 2006 — Sacred Weapon (Vision)
- 2008 — The Loner — Nils Sings Neil (Vision)
- 2011 — Old School (MvD)
- 2014 — Face the Music (Box Set) (Fantasy)
- 2015 — UK 2015 Face the Music Tour (Cattle Track Records)
- 2019 — Blue With Lou

### с Crazy Horse
- 1971 — Crazy Horse
- 2019 — Colorado (Colorado[en])

### с Джерри Вильямсом
(en:Jerry Williams)
- Jerry Williams (Spindizzy) (1972) — Lofgren/Grin сыграли три песни в альбоме; также они сыграли на b-стороне сингла, Crazy 'Bout You Baby

### с Нилом Янгом
- 1970 — After the Gold Rush
- 2018 (записан в 1973) — Roxy: Tonight’s the Night Live
- 1975 — Tonight’s the Night
- 1982 — Trans
- 1983 — Neil Young in Berlin
- 1993, фев — Unplugged

### сЛу Ридом(как соавтор)
- 1979 — The Bells

### с Лу Граммом
(Lou Gramm)
- 1987 — Ready or Not

### сБрюсом Спрингстином
- Live/1975-85 (1986)
- 1987 — Tunnel of Love
- 1988 — Chimes of Freedom[англ.] (EP)
- 1995 — Greatest Hits
- 2001 — Bruce Springsteen & The E Street Band: Live in New York City
- 2002 — The Rising
- 2007 — Magic
- 2009 — Working on a Dream
- 2012 — Wrecking Ball
- 2014 — High Hopes